# Merlík bílý
Merlík bílý (Chenopodium album) je jednoletá bylina z čeledi laskavcovité (Amaranthaceae); ve starších taxonomických systémech byla řazena do čeledi merlíkovité (Chenopodiaeceae). Merlík je velice variabilní rod, obsahuje okolo stovky různých druhů.

## Popis
Rostlina bývá průměrně vysoká 20 až 150 cm, ale za příznivých podmínek dorůstá do výšky až 2 metrů a vytváří trs až 4 metry v průměru. Lodyhu má obvykle od spodu větvenou, vícehrannou, rýhovanou, někdy načervenale pruhovanou, většinou s chlupy; její větve odstávají šikmo vzhůru. Listy jsou střídavé, řapíkaté, vstřícné, bez palistů; dolní a střední kosníkovité, zubaté, horní kopinaté, drobně zubaté až celokrajné. Zdřevnatělý hlavní kořen sahá do hloubky 1 až 2 metry, postranní kořeny rostou horizontálně a bývají široce rozloženy. Celá rostlina je pokryta moučkovitým práškem.
Květy jsou bělavě zelené, jednodomé, stažené do zelených klubíček v úžlabních nebo vrcholových, klasnatých nebo chocholičnatých latách. Kvete v květnu až říjnu. Plodem je nažka zcela uzavřená do okvětí. Semena jsou leskle černá se zbytky oplodí. Na jediné silně větvené rostlině může být až 20 000 semen, která bývají tří druhů: ta velká, plochá a hnědá klíčí hned, středně velká s tlustým osemením, zeleno černá až černá klíčí až druhým rokem a konečně semena malá, okrouhlá, černá s tvrdým osemením klíčí nejdříve za tři roky.

## Rozmnožování
Merlík bílý se rozmnožuje výhradně semeny, semena si podržují klíčivost i 10 let. Zimní promrznutí klíčení urychluje, neboť popraská tvrdé osemení. Nejlépe klíčí semena na povrchu půdy, v hloubce přes 2 cm již nevyklíčí. Při průchodu semen zažívacím ústojím zvířat nebo ptáků se klíčivost snižuje na 50 %. Semena opatřená okvětím se po okolí rozšiřují nejčastěji větrem nebo (po vypadání na zem) přívalovými srážkami, dále také osivem, kompostem a hnojem. Rostlina je vůči teplotě značně indiferentní, malé semenáčky snášejí i mráz - 6 °C.

## Rozšíření
Merlík bílý roste v ČR roztroušeně až hojně. Je rozšířen téměř po celém světě, převážně v mírných pásmech severní i jižní polokoule. Roste nejraději v půdě bohaté na dusík, je tedy nitrofilní rostlinou. Patří do společenstva ruderálních plevelů. S oblibou osídluje stanoviště výrazně ovlivněná lidskou činností a dále ponechaná svému osudu, jako jsou rumiště nebo skládky, roste také u opuštěných sídel a na okrajích cest.

## Využití
Merlík bílý patří mezi jedlé rostliny a jeho mladých listů lze používat na saláty, semena možno zkrmovat nebo semlít na mouku. Jeho reálné využití je však zanedbatelné, je naopak považován za plevelnou rostlinu. Samovolně roste převážně v cukrovce, bramborách, kukuřici a na zeleninových záhonech, protože tam bývá půda dobře předzásobena živinami. Škodí tím, že svým kořenovým systémem odebírá kulturním rostlinám vláhu a živiny a zastiňuje je. Uvažuje se o jeho řízeném pěstování pro tvorbu biomasy na spalování.
Jeho pyl je silný alergen a šíří se někdy až do příchodu mrazů.

## Taxonomie
Skupina merlíku bílého (Chenopodium album agg.) je taxonomicky velmi obtížná. Kromě merlíku bílého (Chenopodium album s. str.) roste v ČR několik dalších příbuzných druhů, které se od sebe často obtížně rozlišují, jsou to: merlík fíkolistý (Chenopodium ficifolium), merlík stopečkatý (Chenopodium pedunculare), merlík kalinolistý (Chenopodium opulifolium), merlík hustoklasý (Chenopodium probstii), merlík tuhý (Chenopodium strictum), merlík drobnolistý (Chenopodium striatiforme), merlík švédský (Chenopodium suecicum) a merlík missourský (Chenopodium missouriense).